# Veronica Webb
Pour les articles homonymes, voir Webb.
Veronica Webb est un mannequin, actrice et journaliste. Première Afro-Américaine à avoir un important contrat avec une marque de cosmétiques, Veronica Webb apparait au cours de sa carrière sur les couvertures de Vogue ou Elle et lors des défilés pour Victoria's Secret ou Chanel.

## Biographie
Elle nait en février 1965 à Détroit et grandit dans « un quartier populaire » précise-t-elle. Son père est électricien chez Chrysler et sa mère infirmière à l'hôpital général de Detroit. Très jeune, elle lit les magazines de mode, rêvant du métier, qu'elle pense idéal et plein de liberté, de mannequin mais que sa mère refuse. Elle fait une école d'art puis part pour New York où elle est caissière dans un magasin à SoHo et étudier à la Parsons School of Design. Plusieurs clients lui disent qu'elle devrait être mannequin ; elle se rend finalement dans une agence et se met rapidement à travailler pour des marques reconnues à 19 ans. Avec quelques affaires, et quelques dollars, bien qu'elle ne parle français, elle décide de partir pour Paris, là où tout se passe pour le mannequinat. Elle y rencontre le photographe Peter Lindbergh et apparait dans Vogue Italie, France ou Marie Claire. Elle rencontre également Azzedine Alaïa qui commence par lui faire faire quelques essayages. Le couturier est très paternaliste avec elle et essaye de lui apprendre quelques mots de français. Elle vit pendant un an chez Alaïa, il devient comme son « second père ». Après deux ans à Paris, elle retourne à New York : à l'époque des Supermodels, elle est en contrat chez Ford Model Management aux États-Unis. En parallèle, elle fait également du journalisme pour Paper, The Sunday Times, The New York Times ou Interview. Elle décide au bout d'un moment de devenir actrice : elle prend deux ans de cours en ce sens puis tourne dans Jungle Fever, départ d'un changement de vie pense-t-elle. Mais elle se rend compte que ce métier n'est pas pour elle et retourne dans le mannequinat en 1991 ; Karl Lagerfeld la prend alors sous son aile. Alors que jusqu'à maintenant la publicité ne voulait pas de mannequins afro-américains, sa styliste lui fait rencontrer les personnes de chez Revlon. Elle signe en 1992 un contrat avec cette marque de cosmétiques pour la gamme « Colourstyle » et devient ainsi la première afro-américaine à décrocher un tel accord, ouvrant ainsi les portes à d'autres mannequin noirs. Elle est soutenue durant sa carrière par André Leon Talley ou Linda Wells (en). En 1995, elle participe pour la première fois au Victoria's Secret Fashion Show à New York. Six ans plus tard, est jurée de Miss Univers 2001 et l'année suivante sa première fille nait. Elle a une seconde fille par la suite.

### Source
(en) Michael Gross (en), Model : The Ugly Business of Beautiful Women, W. Morrow, 1995 (réimpr. 2003, 2011), 524 p. (ISBN 9780688126599, présentation en ligne), « Veronica Webb », p. 588 et sv. 